# Samuel Stonehouse
Samuel Stonehouse (fl. XVIII secolo) è stato un giurista britannico del XVIII secolo.

The valuation of annuities on lives, 1754 (Fondazione Mansutti, Milano).

È noto per un trattato, The valuation of annuities on lives (1754), sulle tavole di mortalità di Londra, su cui costruisce in quattordici schemi il valore di una rendita secondo un tasso di interesse annuale. L'autore aggiunge anche trentatré problemi corredati da esempi, di cui fornisce le soluzioni. L'opera è dedicata a Henry Clinton, conte di Lincoln. Diversi anni prima, Stonehouse pubblicò anche A new and accurate book of interest in tables (1739).